# Carlos Lopez
Carlos Lopez est un footballeur français reconverti en entraîneur né le 12 septembre 1958 à Soissons (Aisne).

## Biographie
Révélé à Dunkerque, cet attaquant ou milieu offensif évolue à Monaco, Metz, Valenciennes et Rouen.
Son jeu allie vitesse et changements de rythme dans un style toujours surprenant. Ses dribbles difficilement lisibles lui permettent de pénétrer les défenses au moyen de crochets courts et d'accélérations permises par une bonne pointe de vitesse.
Après avoir fait partie du staff technique de Troyes puis du Havre, il est à partir de juillet 2007, l'entraîneur de la réserve de Reims. Il devient entraîneur-adjoint de l'équipe première aux côtés de Luis Fernandez, le 28 décembre 2008.
De 2011 à 2013, il entraine le club de l'AFM Romilly-sur-Seine, évoluant en Division d'Honneur (DH).

## Carrière de joueur
- 1976-1979 :  Troyes AF
- 1979-1982 :  EDS Montluçon
- 1982-1984 :  USL Dunkerque
- 1984-1985 :  AS Monaco
- 1985-1988 :  FC Metz
- 1988-1989 :  US Valenciennes-Anzin
- 1989-1992 :  FC Rouen[1]

## Carrière d'entraîneur
- 1998-2004 :  ES Troyes AC (entraîneur-adjoint)
- 2004-2007 :  Le Havre AC (entraîneur-adjoint)
- 2007-2008 :  Stade de Reims (entraîneur des amateurs)
- 2008-2011 :  Stade de Reims (entraîneur-adjoint)
- 2011-2013 :  AFM Romilly-sur-Seine (entraîneur)

En mai 2013, il est nommé manager general du RC St-André-les-Vergers, près de Troyes

## Palmarès
- Vainqueur de la Coupe de France 1988 avec le FC Metz